# Louis Theroux

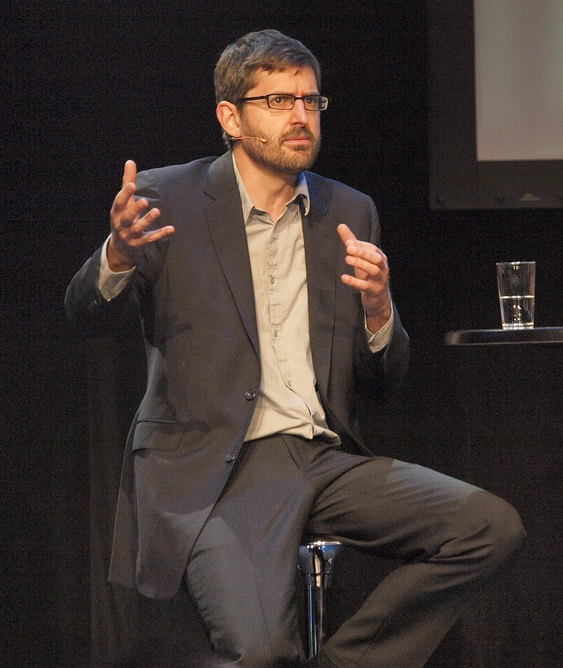
Louis Theroux (2009)

Louis Sebastian Theroux (* 20. Mai 1970 in Singapur) ist ein britisch-US-amerikanischer Journalist. Bekannt wurde er vor allem durch die Dokumentationsreihen Louis Theroux – Ein abgedrehtes Wochenende, When Louis Met… und Amerika Extrem.

## Biografie
Theroux ist der Sohn des US-amerikanischen Reiseschriftstellers und Romanautors Paul Theroux und der britischen Lehrerin Anne Castle sowie der jüngere Bruder des Schriftstellers und Dokumentarfilmers Marcel Theroux. Seine Onkel sind die Autoren Alexander und Peter Theroux. Sein Cousin ist der Schauspieler und Drehbuchautor Justin Theroux.
Louis Theroux kam in Singapur zur Welt, da sein Vater zur damaligen Zeit an der Nationaluniversität Singapur lehrte. Nach Beendigung des Lehrauftrags zog die Familie nach Dorset. Nach seinem Abschluss im Jahr 1991 am Magdalen College in Oxford arbeitete Theroux bei der kostenlosen Wochenzeitung Metro Silicon Valley im kalifornischen San Jose. Ab 1992 schrieb er für das monatlich erscheinende Satiremagazin Spy. Ab 1994 arbeitete er außerdem als freier Mitarbeiter für TV Nation, einer mehrfach ausgezeichneten Politsatire-Show von Michael Moore, die von der BBC 2 koproduziert wurde. Dieses Engagement führte schließlich 1998 zu Theroux’ erstem Vertrag mit der BBC 2 über eine eigene Dokumentationsreihe, die im englischsprachigen Raum unter dem Titel Louis Theroux’s Weird Weekends (deutscher Titel: Louis Theroux – Ein abgedrehtes Wochenende) ausgestrahlt und von 1998 bis 2000 produziert wurde. In den einzelnen Folgen dieser Reihe schloss er sich zumeist US-amerikanischen Subkulturen wie Überlebenskünstlern, Gangsta-Rappern, Neonazis und Pornodarstellern an. Er lebte dabei mit oder in unmittelbarer Nähe der jeweiligen Personen, um einen möglichst realistischen Einblick in deren Alltag zu erhalten. Für diese Arbeit wurde er 2001 mit dem British Academy Television Award als bester Moderator ausgezeichnet.
In der Dokumentationsreihe When Louis met… (2000–2002) begleitete er verschiedene Prominente bei ihrem Tagesgeschäft und interviewte sie über ihr Leben und ihre Erfahrungen. Die erste Folge widmete sich dem exzentrischen Medienstar Jimmy Savile und erreichte 2005 in einer Umfrage des Senders Channel 4 unter Filmemachern einen Platz unter den besten 50 Dokumentationen aller Zeiten. Für die Reihe wurde er 2002 erneut mit dem British Academy Television Award als bester Moderator ausgezeichnet.
Sein erstes Buch, The Call of the Weird: Travels in American Subcultures, wurde 2005 in Großbritannien veröffentlicht und schildert seine Rückkehr in die USA. Dort versucht er herauszufinden, was aus einigen der Menschen geworden ist, die er in der Vergangenheit in seinen Dokumentationen begleitet hat.
Im März 2006 schloss Theroux einen Vertrag mit der BBC ab, zehn Filme im Verlauf von drei Jahren zu produzieren. Für den Sender ist Theroux unter anderem in den USA unterwegs, um die Dokumentationsreihe Amerika Extrem zu drehen, in der er seine investigativen Methoden aus früheren Filmen wieder aufgreift. In der Serie besucht er unter anderem das Hochsicherheitsgefängnis San Quentin und er lebt eine Zeit lang mit der Familie des Predigers Fred Phelps, die in ihrer Westboro Baptist Church als religiöse Gemeinschaft lebt und sehr kontroverse Thesen zum Thema Homosexualität und ähnlichen Themen vertritt.
Er ist seit 2012 mit Nancy Strang, einer TV-Produzentin, verheiratet und lebt mit ihr und den drei gemeinsamen Söhnen in London.
2022 veröffentlichten die Musikproduzenten Duke & Jones das Lied Jiggle Jiggle, bei welchem er als Interpret mitgenannt wurde. Dabei wurden mehrere Verse verwendet, die Theroux in der Gansta-Rap-Episode seiner Sendung Louis Theroux’s Weird Weekends im Jahr 2000 vorgetragen hatte. Im Laufe des Jahres entwickelte sich das Lied zu einem Trend auf der Plattform TikTok. Für seine, wenn auch indirekte, Beteiligung am entstandenen Lied wurde er 2023 von der RIAA mit einer goldenen Schallplatte für über 500.000 Verkäufe ausgezeichnet.
Mediale Aufmerksamkeit erfuhr Theroux auch für den 2025 erschienen Film The Settlers, der die Motive israelischer Siedler im Westjordanland am Beispiel Daniella Weiss’ portraitiert. Theroux hatte Weiss bereits für den 2011 erschienen Dokumentarfilm The Ultra Zionists interviewt.

## Dokumentationen (Auswahl)
- 1998–2000: Louis Theroux – Ein abgedrehtes Wochenende (Louis Theroux’s Weird Weekends)
- 2000–2002: When Louis met…
- 2003: Louis, Martin & Michael
- 2003: Edelpuff in der Wüste (Louis and the Brothel)
- 2003: Louis und die Nazis (Louis and the Nazis)
- 2007: Zocken in Las Vegas (Gambling in Las Vegas)
- 2007: Die meistgehasste Familie Amerikas (The Most Hated Family in America)
- 2007: Unter dem Messer (Under the Knife)
- 2008: Hinter Gittern (Behind Bars)
- 2008: Ein Urlaub zum Töten – Mit Jagdtouristen auf Safari (Louis Theroux’s African Hunting Holiday)
- 2008: Killadelphia (Law and Disorder in Philadelphia)
- 2008: Johannesburg (Law and Disorder in Johannesburg)
- 2009: Unter Kinderschändern (A Place for Paedophiles)
- 2009: Eine Stadt im Drogenrausch (The City Addicted to Crystal Meth)
- 2010: Brave Kinder auf Rezept (America’s Medicated Kids)
- 2010: Stadt ohne Gnade und Gesetz (Law and Disorder in Lagos)
- 2011: Zoff im Heiligen Land (The Ultra Zionists)
- 2011: Achtung Tiger! (America’s Most Dangerous Pets)
- 2012: Autismus (Extreme Love: Autism)
- 2012: Leben mit Demenz (Extreme Love: Dementia)
- 2012: Im Tal der Pornos (Twilight of the Porn Stars)
- 2014: Louis Theroux’s LA Stories
- 2015: My Scientology Movie (Film)
- 2015: By Reason of Insanity
- 2015: Transgender Kids
- 2016: A Different Brain
- 2016: Savile
- 2017: Talking to Anorexia
- 2017: Dark States (Drei Episoden)
- 2018: Louis Theroux: Docs That Made Me
- 2018: Altered States (Drei Episoden)
- 2025: The Settlers